# فوهة بالديت

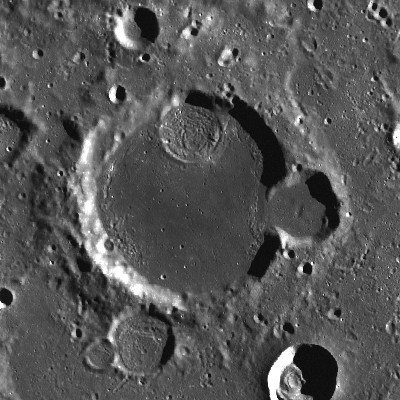
فوهة بالديت

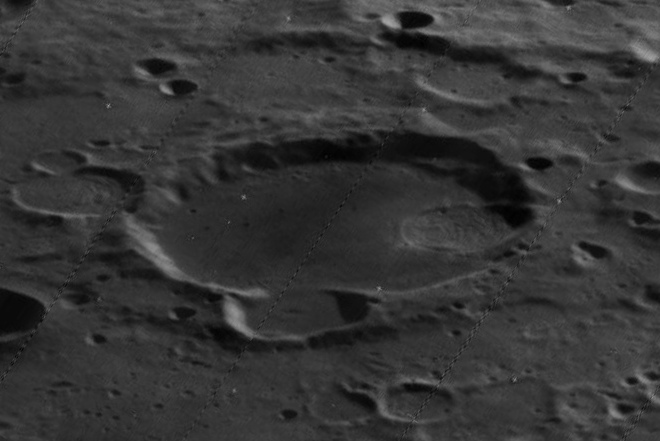
مقطع أفقي لفوهة بالديت

فوهة بالديت (53. 3°S 151.1°W) فوهة صدمية تقع في الجزء الجنوبي من الجانب البعيد من سطح القمر. تقع الفوهة في منطقه حمم بركانية بين فوهة كوري في الشمال، فوهة ستوني في الجنوب الغربي وفوهة مينوسكي بالية الحواف في الجنوب الشرقي.

## الوصف
حواف الفوهة بالية وقصيرة، لكنها مع ذلك محافظة على شكلها الدائري. يوجد انبعاج خارجي بسيط على طول الحافة الشمالية الغربية. بينما تتميز الحافة الغربية بإتساعها عن أي حافة أخرى للفوهة. أرض الفوهة مسطحة نسبيا ومغطاة بالحمم البركانية، لها ظلام دائم معطيا لها شكلا أكثر وضاءة من حواف جدرانها الداخلية. إقتحمت فوهة أصغر الجانب الشرقي للفوهة، تاركة فجوة (مكان تقاطع الفوهتين) مغطاه بالحمم البركانية.
يبلغ قطر الفوهة حوالي 55 كم، بينما لم يتم تحديد عمقها حتى الآن، وعلى زاوية 153° من شروق الشمس. سميت الفوهة على اسم الفلكي وعالم الفضاء الفرنسي فرناند بالديت.

## فوهات القمر الصناعي
لرسم خريطة مماثلة لفوهات القمر يتم وضح حروف على كل جانب من جوانب الفوهة ومركزها لكل حرف منهم دلاله معينة.
| بالديت | خط عرض  | خط طول   | القطر |
| ------ | ------- | -------- | ----- |
| J      | 54.6° S | 149.5° W | 17 كم |

## وصلات خارجية
- فوهات القمر
- جوله حول فوهات القمر -ناسا.

خرائط
- "أطالس القمر". معهد الدرسات القمرية والكواكبيّة. مؤرشف من الأصل في 2011-12-18. اطلع عليه بتاريخ 2007-04-12.
- آيشليمان، ر. "خرائط القمر". خرائط وروسومات لأسطح الكواكب. مؤرشف من الأصل في 2019-08-18. اطلع عليه بتاريخ 2007-04-12. خرائط ومناظر شاملة في مواقع هبوط أبولو.